# Leïla Slimani

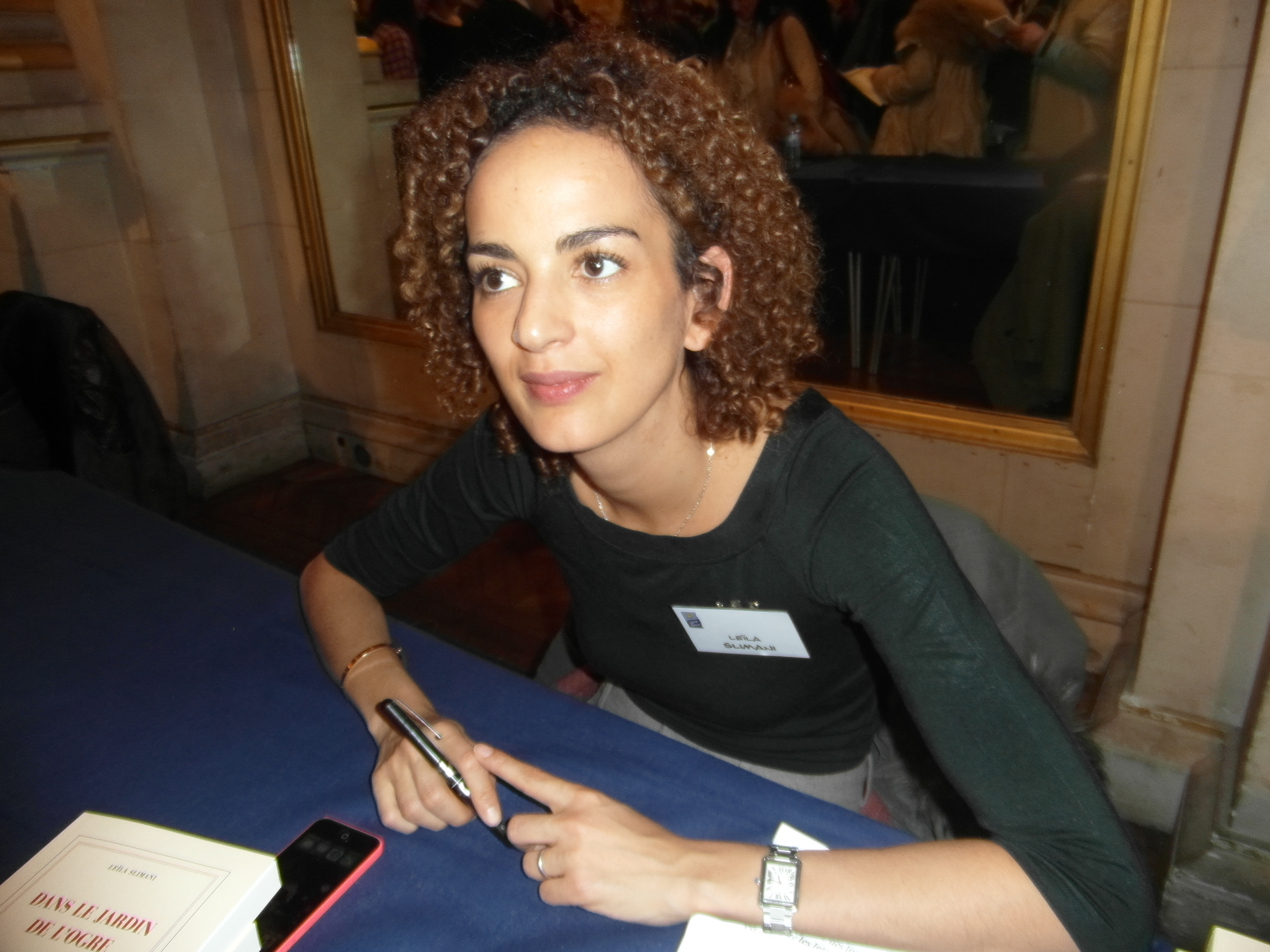
Leïla Slimani (2015)

Leïla Slimani (n. 3 octombrie 1981, Rabat, Maroc) este o scriitoare și jurnalistă franceză-marocană. Pentru romanul Chanson douce a primit Premiul Goncourt.

## Opere
- La Baie de Dakhla : itinérance enchantée entre mer et désert. Mallika Éditions, Casablanca 2013
- Dans le jardin de l’ogre. Éditions Gallimard, Paris 2014
  - Nadine Vlădescu (traducătoare): În grădina căpcăunului, editura Pandora M, 2018, ISBN 978-606-978-175-3.
- Chanson douce. Éditions Gallimard, Paris 2016
  - Nadine Vlădescu (traducătoare): Dulcele Cântec lin, editura Pandora M, 2018, ISBN 978-606-978-101-2.
- Le diable est dans les détails. Éditions de l'Aube, 2016, ISBN 9782815921442.
- Sexe et Mensonges. La vie sexuelle au Maroc. Les Arènes, Paris 2017, ISBN 978-2-35204-568-7.
- Paroles d'honneur. Les Arènes, Paris 2017, ISBN 978-2-35204-654-7.